# Josef Szombathy
Josef Szombathy, né le 11 juin 1853 à Vienne et mort le 9 novembre 1943 dans la même ville, est un préhistorien autrichien qui a mené les fouilles qui ont conduit à la découverte de la Vénus de Willendorf.

## Biographie
Szombathy est le fils d'un modeste tailleur. Après l'école et le lycée, il étudie de 1870 à 1874 à l'université technique de Vienne. Courant 1872-1873, il effectue son service militaire mais participe néanmoins à l'exposition de squelettes des grands oiseaux à l'exposition universelle de Vienne sous la direction du naturaliste Ferdinand von Hochstetter.
En 1874, il est nommé assistant de von Hochstetter à l'Institut de minéralogie et de géologie de l'université technique de Vienne. Il étudie alors la géologie auprès du géologue Eduard Suess puis auprès du géographe Friedrich Simony.
Szombathy se marie en 1882 et a quatre enfants.

## Carrière

### Muséum d'histoire naturelle de Vienne
Josef Szombathy travaille de 1878 à 1916-1919 au muséum d'histoire naturelle de Vienne. À partir de 1882, il dirige et contribue au développement de la collection anthropologique et préhistorique. Après sa retraite, il reste bénévole jusque dans les années 1930. De 1885 à 1907, il a pour collaborateur le préhistorien Moriz Hoernes (de) puis l'anthropologue Josef Bayer qui succédera à Szombathy à la tête de la collection du musée.

### Fouilles archéologiques
Szombathy participe à de nombreuses fouilles en Autriche-Hongrie, dont les plus importantes sont menées à Mladeč (nom en allemand : Lautsch, en Moravie, dans l'actuelle Tchéquie) et à Willendorf in der Wachau, un hameau de Aggsbach en Basse-Autriche.
Il entreprend ses premières fouilles de grottes avec Ferdinand von Hochstetter en 1879 dans la grotte de Križna (actuelle Slovénie) où est découvert le squelette complet d'un ours des cavernes.
De 1880 à 1883, il mène des recherches dans la grotte Výpustek (cs). En 1881-1182, il découvre des restes d'homme moderne dans la grotte Boček à Lautsch.
Il mène d'autres fouilles à Wies en Styrie, à Frög, une localité de Rosegg en Carinthie, à Gurina, une localité près de Dellach en Carinthie également, et sur le site de Hallstatt.
À partir de 1885, il fouille des sites funéraires à Sankt Luzia, aujourd'hui Most na Soči (sl) en Slovénie, dans la municipalité de Tolmin, aux côtés du paléontologue italien Carlo Marchesetti (it).
Dès 1883, Szombathy veille sur les collectes et exhumations effectuées par Leopold Koch et l'ingénieur Ferdinand Brun. Il dirige les fouilles ultérieures de Josef Bayer et d'Hugo Obermaier. En 1888-1889, il mène des fouilles de sauvetage dans la vallée du Kamp en Basse-Autriche, en compagnie du géologue Johann Krahuletz (de). Il effectue d'autres fouilles à Gföhl, Laa an der Thaya, Gemeinlebarn près de Traismauer, Rust im Tullnerfeld près de Michelhausen, Amstetten, Traiskirchen, Deutsch-Altenburg, Karlstetten et Malleiten près de Fischau.

### Sociétés et associations
Szombathy était membre du Comité de l'Anthropologische Gesellschaft de Vienne, vice-président de la Wiener Prähistorische Gesellschaft, président de l'Österreichischer Touristenklub.

## Publications
- (de) Über Ausgrabungen in den mährischen Höhlen im Jahre 1881. Sitzungsbericht der k. Akademie der Wissenschaften in Wien, 85. Jgg. (=Fünfter Bericht der prähistorichen Commission der mathematisch-naturwissenschaftlichen Classe der kaiserlichen Akademie der Wissenschaften), p. 90–107.
- Un crâne de la race de Crô-Magnon, trouvé en Moravie, XIIe Congrès international d'anthropologie et archéologie préhistorique à Paris (21 août 1900), L'Anthropologie XII, p. 150–171.
- (de) Die Aurignacienschichten in Löß von Willendorf. In : Korrespondenzblatt der Deutschen Gesellschaft für Anthropologie, Ethnologie, und Urgeschichte, 40. Jgg., Nr. 9/12 (1909), p. 85–88.